# Perro leonés de pastor
Perro leonés de pastor (Carea leonés) är en hundras från den spanska provinsen Léon i regionen Kastilien och León. Den är en vallande herdehund med antingen slät eller halvlång päls. Rasen är inte erkänd av Fédération Cynologique Internationale (FCI) men är nationellt erkänd av den spanska kennelklubben Real Sociedad Canina en España (RSCE).